# Pila (Gressan)

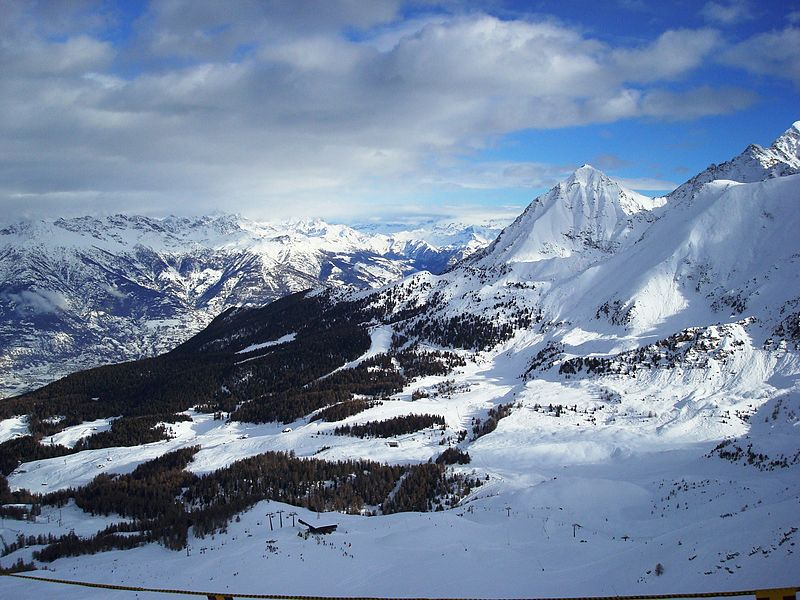
Das Skigebiet in Pilaz

Pila – oder auch Pilaz – ist ein Ortsteil (italienisch frazione) in der Gemeinde Gressan im Aostatal, Italien und ein Sportgebiet.
Der auch in andern Gebieten der Westalpen bekannte Flurname pilaz ist ein Ausdruck des frankoprovenzalischen Dialekts. Im Patois des Aostatals wird er ohne das Schluss-z ausgesprochen.
Die Gegend liegt im südlichen Abschnitt des Gemeindegebiets von Gressan am Berghang unter dem Massiv der Punta della Valle auf der Höhe von 1800 m s.l.m.. Im ehemaligen Landwirtschaftsgebiet mit einigen Alpsiedlungen entstand in der zweiten Hälfte des 20. Jahrhunderts ein großes Wintersportgebiet mit Anlagen bis zum Drincpass auf 2555 m s.l.m. Die Ortschaft ist über eine Straße von Gressan aus und mit einer 1957 gebauten und 2008 erneuerten Seilbahn, deren Talstation beim Bahnhof von Aosta liegt, erreichbar.
Von 1922 bis 1979 verkehrte die Bergwerksbahn Cogne–Eaux-Froides, die Eisenerz aus dem benachbarten Cognetal nach Eaux-Froides, einem Gebiet bei Pila, beförderte. Von da aus wurde das Material über eine Werkseilbahn zum Stahlwerk des Unternehmens Cogne Acciai Speciali in Aosta gebracht.
Das Skigebiet von Pila umfasst Pisten mit einer Länge von 70 Kilometern, die mit mehreren Sesselliften erschlossen sind. In Pila ist eine der größten italienischen Skischulen tätig.
Im Sommerhalbjahr dient das Gebiet der Skidomäne dem Mountainbikesport. 2005 fand der Mountainbike-Weltcup in Pila statt, 2008 die italienische Landesmeisterschaft.